# 洛宜铁路
洛宜铁路是一条位于河南省洛阳市境内的支线铁路，始建于1958年。线路全长42公里，共设5座车站。线路洛阳站至关林站段与陇海铁路、焦柳铁路共线，现隶属于郑州铁路局管辖。

## 改建
由于新建的徐兰高速铁路洛阳龙门站位于洛宜铁路洛阳市区段南侧，穿城而过的洛宜铁路阻碍了附近的道路交通，致使洛阳市民前往龙门站乘坐高铁十分不便，因此洛阳方面于2010年5月10日启动了洛宜铁路洛阳市区段改建工程。改造路段从关林站开始，沿焦柳铁路下穿郑西高铁后向西延伸，在梁屯附近与老线交汇。改造段全长8.802公里，于2013年3月28日正式竣工通车。市区段老线也于此日开始拆除。。